# Geitoneura orichora
Geitoneura orichora är en fjärilsart som beskrevs av Edward Meyrick 1885. Geitoneura orichora ingår i släktet Geitoneura och familjen praktfjärilar. Inga underarter finns listade i Catalogue of Life.